# NGC 6024
NGC 6024 (другие обозначения — MCG 11-19-26, ZWG 319.32, PGC 56294) — галактика в созвездии Дракон.
Этот объект входит в число перечисленных в оригинальной редакции «Нового общего каталога».